# Retablos de la Capilla del Santo Cristo de Orense
Los retablos de la Capilla del Santo Cristo de Orense son dos obras escultóricas de los siglos xvii y xviii realizadas por Francisco de Castro Canseco. Están ubicados en la Catedral de Orense, en Galicia (España).

## Historia
Los retablos fueron contratados con Castro Canseco el 18 de marzo de 1696, realizándose entre los años 1698 y 1700 una comisión al mismo escultor para que los prolongase con un sobre cuerpo a base de relieves alusivos a las respectivas titularidades de los retablos; en el encargo se especificaba además que las obras debían tener «doce cuartas de ancho y dieciocho de alto con dos columnas salomónicas cada una y cornisamento tallado». Emplazados a ambos lados del acceso al camarín del Santo Cristo, junto con la prolongación se encargó también a Castro Canseco la elaboración de un cuerpo que enmarcase el arco de entrada con un relieve de la Santa Cruz y el Juicio Final, todo ello sostenido por un ángel acompañado de varios serafines con trompetas y cartelas llamando a los muertos: «HOC SIGNUM CRUCIS ERIT IN COELU CUM DOMINUS AD IUDICANDUM VENERIT. SVRGITE MORTI VENITE AD IVDICIVM» («este signo de la cruz aparecerá en el Cielo cuando el Señor venga a juzgar. Levantaos muertos y venid a Juicio»).: p. 87 

## Descripción
Los retablos, de un cuerpo con una sola calle, banco y ático, consisten en hornacinas de medio punto en el cuerpo con policromía dorada y ornamentadas con casetones en el intradós y rocalla en las paredes. Disponen cada una de seis ménsulas en el interior y dos columnas salomónicas cubiertas de racimos de uvas enmarcando el espacio. Por su parte, el ático se halla repleto de motivos ornamentales propios del churrigueresco y del barroco portugués, destacando frontones partidos curvos en la cúspide.

### Retablo de Nuestra Señora la Blanca
Situado a la derecha, la imagen principal es una talla en alabastro policromado de Nuestra Señora la Blanca, copia de la Virgen de Trapani la cual fue regalada por un devoto en 1697. Con esta imagen guarda relación el relieve de la zona superior, el cual muestra la Asunción de María con ángeles portando cartelas en las que se muestran los siguientes mensajes: «GAUDENT ANGELI» («los ángeles se alegran») y «ASSUMPTA EST/MARIA IN COELUM» («María fue llevada al Cielo»). Las otras cinco imágenes que completan el conjunto son de menor tamaño y no guardan relación iconográfica entre sí: María Magdalena (siglo xviii), de escuela madrileña la cual consiste en una copia a menor escala de la obra de Pedro de Mena conservada en el Museo Nacional de Escultura; Santa Teresa de Ávila y San Pedro de Alcántara (siglo xvii), también de escuela madrileña; y San Justo y San Pastor, bustos de poca calidad a modo de falsos relicarios, obsequio de Doña Mariana de Boán en el siglo xvii.: pp. 87-88 

### Retablo de San José
Emplazado a la izquierda, la imagen titular, obra madrileña del siglo xvii, muestra a San José con el Niño Jesús en su regazo. Al igual que en el caso de Nuestra Señora la Blanca, la talla de San José está vinculada al relieve de la parte superior, el cual representa los Desposorios de la Virgen junto con cartelas explicativas de la escena plasmada: «CUN GAUDIO/CELEBREMUS Y DESPONSATIONEM VIRGINES MARIAE» («con alegría celebremos los Desposorios de la Virgen María»). El conjunto escultórico se remata con cinco tallas: Santa Ana, San Joaquín y la Virgen Niña, obras de Juan de Ávila hacia 1705; y dos bustos del siglo xviii en terracota de gran calidad y posible procedencia napolitana los cuales representan a los Santos Inocentes.: pp. 88-91 